# 狗肝菜
狗肝菜（学名：Dicliptera chinensis），又名華九頭獅子草，是爵床科狗肝菜属的植物。一年生或二年生草本。
卵形或卵状长椭圆形叶，全缘对生，具柄；秋季开花，花为腋生的花束或短的聚伞花序，唇形花冠，淡粉红色。
分布在印度、孟加拉国、中南半岛、台湾岛以及中国大陆的四川、云南、贵州、广西、广东、海南、福建等地，生长于海拔500米至1,800米的地区，多生长在溪旁、疏林下或路旁。

## 外部連結
- 狗肝菜, Gougancai 藥用植物圖像數據庫 (香港浸會大學中醫藥學院) （繁體中文）（英文）